# Orechová Potôň
Orechová Potôň és un poble i municipi d'Eslovàquia que es troba a la regió de Trnava, a l'oest del país.

## Història
La primera menció escrita de la vila es remunta al 1250.

## Demografia
| Godina             | 1994 | 2004   | 2014   | 2024   |
| ------------------ | ---- | ------ | ------ | ------ |
| Nombre de persones | 1623 | 1688   | 1687   | 1676   |
| Diferència         |      | +4,00% | −0,05% | −0,65% |

| Godina             | 2023 | 2024   |
| ------------------ | ---- | ------ |
| Nombre de persones | 1664 | 1676   |
| Diferència         |      | +0,72% |